# Kohnstamm (familie)
Kohnstamm is een Nederlandse familie die verscheidene vooraanstaande leden heeft voortgebracht.
Stamouders zijn de uit Beieren afkomstige Mayer Kohnstamm (1836-1906) en de Amsterdamse Sarah Wertheim (1841-1922).  Mayer Kohnstamm was werknemer bij de bank Wertheim en Gompertz; Sarah Wertheim was een zuster van een firmant van de bank, de filantroop Abraham Carel Wertheim (1832-1897). De familie was liberaal-joods en woonde afwisselend in Nederland en Duitsland.
Het echtpaar had drie kinderen, te weten de kunstenares Dinah Kohnstamm (1869-1942), Babette Stokvis-Kohnstamm (1872-1942) en de pedagoog Philip Kohnstamm (1875-1951). De beide vrouwen zijn in de Tweede Wereldoorlog gedeporteerd naar Auschwitz en daar vermoord, Philip Kohnstamm werd tijdig voor deportatie gewaarschuwd en wist daardoor te ontkomen.

## Bekende leden
Bekende leden van de familie uit latere generaties zijn:
- Max Kohnstamm (1914-2010), historicus en diplomaat, zoon van Philip Kohnstamm
- Dolph Kohnstamm (1937), psycholoog, kleinzoon van Philip Kohnstamm. Getrouwd met Rita Kohnstamm-Beeuwkes (1937), psycholoog.
- Jacob Kohnstamm (1949), politicus, zoon van Max Kohnstamm